# ハーキュリーズ (戦艦)
ハーキュリーズ (HMS Hercules) はイギリス海軍の弩級戦艦、コロッサス級戦艦2番艦。
艦名の由来はギリシャ神話の英雄、ラテン語であるヘーラクレースの英語読み。
この名前を持つ艦としては3代目である。

## コロッサス級の概観
1908年、ドイツで毎年戦艦4隻起工する法案が議会を通過したため、二国標準主義の伝統のもと「8隻欲しい、今直ぐ欲しい」（We want eight.we won't wait）のスローガンを掲げ、弩級戦艦6隻の建造予算が獲得された。
1909年度計画のネプチューンと同一戦隊を構成でき、大急ぎで隻数を揃えるためネプチューンの艦型を踏襲したのがコロッサス級戦艦で、コロッサス、ハーキュリーズの2隻が建造された。
ネプチューンにならい30.5cm2連装砲塔5基を、2・3番砲塔が梯形（エン・エシュロン）配置で反対舷発砲を制限射角であったが可能とし、4・5番砲塔が背負式に配置することで片舷指向砲力10門が可能となった。
他方副砲の配置・2、3番主砲塔の弾火薬庫配置改正・装甲防御の強化と水中防御方式の変更・後部三脚檣の廃止と前檣の前部煙突背後への移設等手直しが行われた。
英戦艦として常備排水量は初めて2万tを越え、機関出力はネプチューンと同一だったが公試の速力はやや速かった。1909年度計画艦の残り4隻は34.5cm砲を搭載する超弩級戦艦オライオン級戦艦として建造されたため、コロッサス級戦艦は英海軍最後の弩級戦艦となった。両艦ともユトランド海戦に参加した後コロッサスは1928年、ハーキュリーズは1921年除籍解体された。

## 艦歴
1909年7月30日起工、1910年10月09日進水、1911年7月31日就役、1,661,240ポンドの費用が掛かった。本国艦隊の第2戦艦戦隊に旗艦として編入された。
1914年8月に第一次世界大戦が勃発すると、ハーキュリーズはグランドフリート第1戦艦戦隊に編入された（旗艦はコロッサス）。
1916年5月31日のユトランド沖海戦では第6戦艦隊で敵巡洋戦艦に対し主砲を5～6斉射し98発の砲弾を送り、破片で軽微な損害を受けたが、数本の魚雷は回避した。同年6月第4戦艦戦隊旗艦に移管され、8月19日ドイツの大洋艦隊出撃に備えサンダーランドへ進出した。
1918年4月24日、セント・ヴィンセントとともにオークニーで大洋艦隊の最後の出撃に備えエジンコートと第2巡洋艦戦隊を支援する。11月21日、ZZ作戦による大洋艦隊の抑留の護衛に参加した。
1919年2月予備役に移籍され、1921年11月8日ドイツの解体業者に売却されロサイスを去りキールで解体された。